# Eurema sari
Eurema sari é uma borboleta da família Pieridae. Ela é encontrada no Sudeste da Ásia.
A envergadura é 36-42 mm. Os adultos têm uma distinta mancha vermelha na parte de baixo da asa dianteira.
As larvas alimentam-se de espécies Leguminosae.

## Subespécies
As seguintes subespécies são reconhecidas:
- Eurema sari curiosa (Swinhoe, [1885]) – (Índia)
- Eurema sari obucola (Fruhstorfer, 1910) – (sul de Bornéu, Natuna, Palawan)
- Eurema sari sari – (Java)
- Eurema sari sodalis (Moore, 1886) – (sul da Birmânia, Península da Malásia, Singapura, Tailândia, Indochina, Sumatra, no norte de Bornéu)
- Eurema sari thyreus (Fruhstorfer, 1910) – (Enggano)